# Пичаи, Сундар
Пичаи Сундарараджан (англ. Pichai Sundararajan; род. 10 июня 1972, Мадурай, Тамилнад) — американский топ-менеджер индийского происхождения, генеральный директор Google Inc. и материнской компании Alphabet.

## Биография
Пичаи родился в индийском городе Мадурай. Получил диплом бакалавра технических наук в Индийском технологическом институте в городе Харагпур в области металлургии (бакалавр техники). Он получил степень магистра в Стэнфордском университете в области материаловедения и инженерии и степень MBA в Уортонской школе бизнеса, где стал участником программы для талантливых студентов Siebel Scholars и Palmer Scholar. Пичаи работал инженером и менеджером в Applied Materials и консультантом в McKinsey & Company.

## Google
Пичаи перешёл в Google в 2004 году, где он возглавлял направления менеджмента и инновационной деятельности линеек клиент-ориентированных продуктов Google, в том числе Google Chrome и Chrome OS, а также в значительной степени отвечал за Google Drive. Он осуществлял надзор за разработкой различных приложений, таких как Gmail и Google Maps. 19 ноября 2009 Пичаи провел демонстрацию Chrome OS и Chromebook, впоследствии выпущенных в релиз. 20 мая 2010 он объявил открытый аутсорсинг нового видеокодека VP8 от Google, и показал новый формат видео WebM.
13 марта 2013 года Пичаи стал куратором Android. Ранее разработка этой ОС находилась под руководством Энди Рубина. По слухам, он был одним из претендентов на пост генерального директора Microsoft в 2014 году.
Был директором Jive Software с апреля 2011 года по 30 июля 2013 года.
24 октября 2014 года Пичаи стал главой по вопросам продукции Google, а 10 августа 2015 года его объявили будущим генеральным директором корпорации. Он занял новую должность 2 октября 2015 года после завершения формирования нового холдинга группы компаний Google Alphabet Inc.

### Во главе корпорации
Возглавив корпорацию Google, Пичаи был вынужден искать выход из множества сложных ситуаций, в которых оказывалась компания. Так, сотрудники Google выступали с протестом против эмиграционной политики президента США Дональда Трампа. В 2017 году инженер Google Джеймс Деймор заявил, что в компании ущемляют права сторонников консервативных взглядов, что привело к увольнению Деймора и последующему скандалу. В 2018 году сотрудники корпорации высказались против работы с американскими военными структурами и создания цензурируемого поисковика для Китая. В том же году множество работников покинули Google из-за того, что компания выплатила крупные бонусы топ-менеджерам, ранее обвиненным в сексуальных домогательствах.
3 декабря 2019 года Сундар Пичаи стал генеральным директором Alphabet, при этом его пост в компании Google сохранился.